# Dalików (gmina)
Pour les articles homonymes, voir Dalików.
Dalików est une gmina (commune) rurale (gmina wiejska) du powiat de Poddębice, dans la Voïvodie de Łódź, dans le centre de la Pologne.
Son siège administratif (chef-lieu) est le village de Dalików, qui se situe environ 10 kilomètres (km) à l'est de Poddębice (siège du powiat) et à 28 kilomètres au nord-ouest de la capitale régionale Łódź (capitale de la voïvodie).
La gmina couvre une superficie de 112,7 km2 pour une population de 3 650 habitants en 2006.

## Géographie
La gmina inclut les villages de:
- Bardzynin
- Brudnów
- Brudnów Stary
- Budzynek
- Dąbrówka Nadolna
- Dalików
- Domaniew
- Domaniewek
- Fułki
- Gajówka-Kolonia
- Gajówka-Parcel
- Gajówka-Wieś
- Idzikowice
- Kołoszyn
- Kontrewers
- Krasnołany
- Krzemieniew
- Kuciny
- Madaje Stare
- Oleśnica
- Psary
- Sarnów
- Sarnówek
- Wilczyca
- Zdrzychów
- Złotniki

### Gminy voisines
La gmina de Dalików est voisine des gminy suivantes :
- Aleksandrów Łódzki
- Lutomiersk
- Parzęczew
- Poddębice
- Wartkowice

## Administration
De 1975 à 1998, la gmina était attachée administrativement à l'ancienne voïvodie de Sieradz.

Depuis 1999, elle fait partie de la nouvelle voïvodie de Łódź.

## Structure du terrain
D'après les données de 2007, la superficie de la commune de Dalików est de 112,7 kilomètres carrés, répartis comme telle :
- terres agricoles : 80 %
- forêts : 13 %

La commune représente 12,79 % de la superficie du powiat.

## Démographie
Données du 30 juin 2004 :
| Description        | Total  | Total | Femmes | Femmes | Hommes | Hommes |
| ------------------ | ------ | ----- | ------ | ------ | ------ | ------ |
| Unité              | Nombre | %     | Nombre | %      | Nombre | %      |
| Population         | 3 708  | 100   | 1 804  | 48,7   | 1 904  | 51,3   |
| Densité (hab./km²) | 32,9   | 32,9  | 16     | 16     | 16,9   | 16,9   |